# Pongrce
Pongrce so naselje v Občini Kidričevo na severovzhodu Slovenije. Nahaja se v tradicionalni pokrajini Štajerska in spada v Podravsko statistično regijo.
Manjša kapelica v središču naselja je bila zgrajena v začetku 20. stoletja. Zaradi svoje lege pod dvema velikima lipama predstavlja nadvlado v vaški pokrajini.